# João, o Diácono (escritor bizantino)
João, o Diácono (fl. século XI) foi um escritor bizantino autor de um tratado sobre a veneração dos santos e contra a doutrina do sono da alma. Foi um dos diversos autores a tratarem do tema no Império Bizantino, uma lista que inclui de Eustrácio de Constantinopla a Nicetas Estetatos, de Filipe Monotropos (Dioptra pp. 210, 220) a Miguel Glica.